# André Joris
Pour les articles homonymes, voir Joris.
André Joris (né à Hodimont le 9 décembre 1923 – décédé à Jalhay le 6 avril 2017) est un historien belge spécialiste du Moyen Âge ayant réalisé l'intégralité de sa carrière scientifique à l'université de Liège.

## Biographie
Après des études à l'Athénée royal de Verviers, André Joris entame, en pleine Seconde Guerre mondiale, des études d'Histoire à l'Université de Liège. Il y suit notamment les enseignements de Félix Rousseau et de Fernand Vercauteren, qui orientent son intérêt vers la période médiévale. En 1944, l'Offensive Von Rundstedt, le contraint à quitter Liège et à terminer ses études à l'Université libre de Bruxelles.
Après un bref passage comme enseignant à l'Athénée royal de Virton, il revient en 1955 à l'Université de Liège en tant qu'assistant de Fernand Vercauteren. Il accomplit l'ensemble de sa carrière dans cette institution, où il soutient en 1957 une thèse de doctorat intitulée La ville de Huy au Moyen Âge. Des origines à la fin du XIVe siècle. Lorsque Fernand Vercauteren accède à l'éméritat en 1973, il lui succède comme professeur et devient titulaire de la chaire d'histoire médiévale. Il reste en poste jusqu'à son départ à la retraite en 1988, date à laquelle il est remplacé par Jean-Louis Kupper.

## Activité scientifique
À l'instar de son maître Fernand Vercauteren, André Joris consacre l'essentiel de ses travaux à l'histoire urbaine médiévale, plus particulièrement au sein du pays mosan cher à son ancien professeur Félix Rousseau. Il fait de la ville de Huy son terrain d'enquête favori. Il consacre à celle-ci sa thèse de doctorat La ville de Huy au Moyen Âge. Des origines à la fin du XIVe siècle, après avoir déjà abordé le dossier dans son mémoire de fin d'études. Ces recherches sont poursuivies dans de nombreuses autres publications scientifiques, généralement sous forme d'articles. Plus qu'à la topographie, André Joris s'intéresse avant tout aux hommes qui peuplent l'espace urbain. Ses travaux traitent des relations entre les nouvelles élites urbaines et les seigneurs qui dominent les villes, des franchises urbaines ou encore des relations commerciales qui animent les villes du pays mosan. Il publie, dans ce contexte, plusieurs documents inédits de premier intérêt.
Il s'implique aussi dans la gestion de la revue scientifique franco-belge Le Moyen Âge, dont il est secrétaire de rédaction, puis co-directeur jusqu'à son décès.

## Principales publications
- La Ville de Huy au Moyen Âge, des origines à la fin du XIVe siècle, Paris, Les Belles Lettres, 1959.
- "Observations sur la proclamation de la Trêve de Dieu à Liège à la fin du XIe siècle", dans La paix. Recueils de la Société Jean Bodin pour l'histoire comparative des institutions, Bruxelles, Éditions de la Librairie encyclopédique, 1965, p. 503-545.
- Huy et sa charte de franchise (1066). Antécédents. Signification. Problèmes, Bruxelles, Pro Civitate, 1966 (Collection Histoire, 3).
- "Documents concernant le Commerce de Huy avec la Bohême et la Haute-Meuse (XIIIe – XIVe siècles)", dans Bulletin de la Commission royale d'Histoire, t. 137, 1971, p. 1-37.
- Villes, affaires, mentalités : autour du pays mosan, Bruxelles, De Boeck, 1993 (Bibliothèque du Moyen Âge, 2).